# Stamboom Emma van Waldeck-Pyrmont (1858-1934)
Dit is de stamboom van Emma van Waldeck-Pyrmont (1858-1934).
| Stamboom Emma van Waldeck-Pyrmont (1858-1934)                                        | Stamboom Emma van Waldeck-Pyrmont (1858-1934)                                                      | Stamboom Emma van Waldeck-Pyrmont (1858-1934)                                                      | Stamboom Emma van Waldeck-Pyrmont (1858-1934)                                                      | Stamboom Emma van Waldeck-Pyrmont (1858-1934)                                                      | Stamboom Emma van Waldeck-Pyrmont (1858-1934)                                                           | Stamboom Emma van Waldeck-Pyrmont (1858-1934)                                                           | Stamboom Emma van Waldeck-Pyrmont (1858-1934)                                                           | Stamboom Emma van Waldeck-Pyrmont (1858-1934)                                                           | Stamboom Emma van Waldeck-Pyrmont (1858-1934)                                                  | Stamboom Emma van Waldeck-Pyrmont (1858-1934)                                                  | Stamboom Emma van Waldeck-Pyrmont (1858-1934)                                                 | Stamboom Emma van Waldeck-Pyrmont (1858-1934)                                                 | Stamboom Emma van Waldeck-Pyrmont (1858-1934)                                           | Stamboom Emma van Waldeck-Pyrmont (1858-1934)                                           | Stamboom Emma van Waldeck-Pyrmont (1858-1934)                                                 | Stamboom Emma van Waldeck-Pyrmont (1858-1934)                                                 |
| ------------------------------------------------------------------------------------ | -------------------------------------------------------------------------------------------------- | -------------------------------------------------------------------------------------------------- | -------------------------------------------------------------------------------------------------- | -------------------------------------------------------------------------------------------------- | --- | --- | --- | --- | ---------------------------------------------------------------------------------------------- | ---------------------------------------------------------------------------------------------- | --------------------------------------------------------------------------------------------- | --------------------------------------------------------------------------------------------- | --------------------------------------------------------------------------------------- | --------------------------------------------------------------------------------------- | --------------------------------------------------------------------------------------------- | --------------------------------------------------------------------------------------------- |
| Betovergrootouders                                                                   | Karel van Waldeck-Pyrmont (1704-1763) x 1741 Christiane van Birkenfeld-Bischweiler (1725-1816)     | Karel van Waldeck-Pyrmont (1704-1763) x 1741 Christiane van Birkenfeld-Bischweiler (1725-1816)     | August van Schwarzburg Sondershausen (1738-1806) x Christine van Anhalt Bernburg (1746-1823)       | August van Schwarzburg Sondershausen (1738-1806) x Christine van Anhalt Bernburg (1746-1823)       | Karel van Anhalt-Bernburg-Schaumburg-Hoym (1723-1806) x 1765 Eleonora van Solms-Baruth (1734-1811)      | Karel van Anhalt-Bernburg-Schaumburg-Hoym (1723-1806) x 1765 Eleonora van Solms-Baruth (1734-1811)      | Karel Christiaan van Nassau-Weilburg (1735-1788) x 1760 Carolina van Oranje-Nassau (1743-1787)          | Karel Christiaan van Nassau-Weilburg (1735-1788) x 1760 Carolina van Oranje-Nassau (1743-1787)          | Karel Christiaan van Nassau-Weilburg (1735-1788) x 1760 Carolina van Oranje-Nassau (1743-1787) | Karel Christiaan van Nassau-Weilburg (1735-1788) x 1760 Carolina van Oranje-Nassau (1743-1787) | Willem Georg van Sayn-Hachenburg (1751-1777) x Isabella Augusta Reuß zu Greiz (1752-1824)     | Willem Georg van Sayn-Hachenburg (1751-1777) x Isabella Augusta Reuß zu Greiz (1752-1824)     | Frederik I van Württemberg (1754-1816) 1780 Augusta van Brunswijk (1764-1788)           | Frederik I van Württemberg (1754-1816) 1780 Augusta van Brunswijk (1764-1788)           | Frederik van Saksen-Altenburg (1763-1834) 1785 Charlotte van Mecklenburg-Strelitz (1769-1818) | Frederik van Saksen-Altenburg (1763-1834) 1785 Charlotte van Mecklenburg-Strelitz (1769-1818) |
| Overgrootouders                                                                      | George I van Waldeck-Pyrmont (1747-1813) x 1784 Augusta van Schwarzburg-Ebeleben (1766-1849)       | George I van Waldeck-Pyrmont (1747-1813) x 1784 Augusta van Schwarzburg-Ebeleben (1766-1849)       | George I van Waldeck-Pyrmont (1747-1813) x 1784 Augusta van Schwarzburg-Ebeleben (1766-1849)       | George I van Waldeck-Pyrmont (1747-1813) x 1784 Augusta van Schwarzburg-Ebeleben (1766-1849)       | Victor II van Anhalt-Bernburg-Schaumburg-Hoym (1767-1812) x 1793 Amalia van Nassau-Weilburg (1776-1841) | Victor II van Anhalt-Bernburg-Schaumburg-Hoym (1767-1812) x 1793 Amalia van Nassau-Weilburg (1776-1841) | Victor II van Anhalt-Bernburg-Schaumburg-Hoym (1767-1812) x 1793 Amalia van Nassau-Weilburg (1776-1841) | Victor II van Anhalt-Bernburg-Schaumburg-Hoym (1767-1812) x 1793 Amalia van Nassau-Weilburg (1776-1841) | Frederik Willem van Nassau-Weilburg (1768-1816) x 1788 Louise van Sayn-Hachenburg (1772-1827)  | Frederik Willem van Nassau-Weilburg (1768-1816) x 1788 Louise van Sayn-Hachenburg (1772-1827)  | Frederik Willem van Nassau-Weilburg (1768-1816) x 1788 Louise van Sayn-Hachenburg (1772-1827) | Frederik Willem van Nassau-Weilburg (1768-1816) x 1788 Louise van Sayn-Hachenburg (1772-1827) | Paul van Württemberg (1785-1852) x 1805 Charlotte van Saksen-Hildburghausen (1787-1847) | Paul van Württemberg (1785-1852) x 1805 Charlotte van Saksen-Hildburghausen (1787-1847) | Paul van Württemberg (1785-1852) x 1805 Charlotte van Saksen-Hildburghausen (1787-1847)       | Paul van Württemberg (1785-1852) x 1805 Charlotte van Saksen-Hildburghausen (1787-1847)       |
| Grootouders                                                                          | George van Waldeck-Pyrmont (1789-1845) x 1823 Emma van Anhalt-Bernburg-Schaumburg-Hoym (1802-1858) | George van Waldeck-Pyrmont (1789-1845) x 1823 Emma van Anhalt-Bernburg-Schaumburg-Hoym (1802-1858) | George van Waldeck-Pyrmont (1789-1845) x 1823 Emma van Anhalt-Bernburg-Schaumburg-Hoym (1802-1858) | George van Waldeck-Pyrmont (1789-1845) x 1823 Emma van Anhalt-Bernburg-Schaumburg-Hoym (1802-1858) | George van Waldeck-Pyrmont (1789-1845) x 1823 Emma van Anhalt-Bernburg-Schaumburg-Hoym (1802-1858)      | George van Waldeck-Pyrmont (1789-1845) x 1823 Emma van Anhalt-Bernburg-Schaumburg-Hoym (1802-1858)      | George van Waldeck-Pyrmont (1789-1845) x 1823 Emma van Anhalt-Bernburg-Schaumburg-Hoym (1802-1858)      | George van Waldeck-Pyrmont (1789-1845) x 1823 Emma van Anhalt-Bernburg-Schaumburg-Hoym (1802-1858)      | Willem van Nassau (1792-1839) x 1829 Pauline van Württemberg (1810-1856)                       | Willem van Nassau (1792-1839) x 1829 Pauline van Württemberg (1810-1856)                       | Willem van Nassau (1792-1839) x 1829 Pauline van Württemberg (1810-1856)                      | Willem van Nassau (1792-1839) x 1829 Pauline van Württemberg (1810-1856)                      | Willem van Nassau (1792-1839) x 1829 Pauline van Württemberg (1810-1856)                | Willem van Nassau (1792-1839) x 1829 Pauline van Württemberg (1810-1856)                | Willem van Nassau (1792-1839) x 1829 Pauline van Württemberg (1810-1856)                      | Willem van Nassau (1792-1839) x 1829 Pauline van Württemberg (1810-1856)                      |
| Ouders                                                                               | George Victor van Waldeck-Pyrmont (1831-1893) x 1853 Helena van Nassau (1831-1888)                 | George Victor van Waldeck-Pyrmont (1831-1893) x 1853 Helena van Nassau (1831-1888)                 | George Victor van Waldeck-Pyrmont (1831-1893) x 1853 Helena van Nassau (1831-1888)                 | George Victor van Waldeck-Pyrmont (1831-1893) x 1853 Helena van Nassau (1831-1888)                 | George Victor van Waldeck-Pyrmont (1831-1893) x 1853 Helena van Nassau (1831-1888)                      | George Victor van Waldeck-Pyrmont (1831-1893) x 1853 Helena van Nassau (1831-1888)                      | George Victor van Waldeck-Pyrmont (1831-1893) x 1853 Helena van Nassau (1831-1888)                      | George Victor van Waldeck-Pyrmont (1831-1893) x 1853 Helena van Nassau (1831-1888)                      | George Victor van Waldeck-Pyrmont (1831-1893) x 1853 Helena van Nassau (1831-1888)             | George Victor van Waldeck-Pyrmont (1831-1893) x 1853 Helena van Nassau (1831-1888)             | George Victor van Waldeck-Pyrmont (1831-1893) x 1853 Helena van Nassau (1831-1888)            | George Victor van Waldeck-Pyrmont (1831-1893) x 1853 Helena van Nassau (1831-1888)            | George Victor van Waldeck-Pyrmont (1831-1893) x 1853 Helena van Nassau (1831-1888)      | George Victor van Waldeck-Pyrmont (1831-1893) x 1853 Helena van Nassau (1831-1888)      | George Victor van Waldeck-Pyrmont (1831-1893) x 1853 Helena van Nassau (1831-1888)            | George Victor van Waldeck-Pyrmont (1831-1893) x 1853 Helena van Nassau (1831-1888)            |
| Emma van Waldeck-Pyrmont (1858-1934) x 1879 Willem III van Oranje-Nassau (1817-1890) | | | | | | | | |                                                                                                |                                                                                                |                                                                                               |                                                                                               |                                                                                         |                                                                                         |                                                                                               |                                                                                               |
| Kinderen                                                                             | Wilhelmina (1880-1962) x 1901 Hendrik van Mecklenburg-Schwerin (1876-1934)                         | Wilhelmina (1880-1962) x 1901 Hendrik van Mecklenburg-Schwerin (1876-1934)                         | Wilhelmina (1880-1962) x 1901 Hendrik van Mecklenburg-Schwerin (1876-1934)                         | Wilhelmina (1880-1962) x 1901 Hendrik van Mecklenburg-Schwerin (1876-1934)                         | Wilhelmina (1880-1962) x 1901 Hendrik van Mecklenburg-Schwerin (1876-1934)                              | Wilhelmina (1880-1962) x 1901 Hendrik van Mecklenburg-Schwerin (1876-1934)                              | Wilhelmina (1880-1962) x 1901 Hendrik van Mecklenburg-Schwerin (1876-1934)                              | Wilhelmina (1880-1962) x 1901 Hendrik van Mecklenburg-Schwerin (1876-1934)                              | Wilhelmina (1880-1962) x 1901 Hendrik van Mecklenburg-Schwerin (1876-1934)                     | Wilhelmina (1880-1962) x 1901 Hendrik van Mecklenburg-Schwerin (1876-1934)                     | Wilhelmina (1880-1962) x 1901 Hendrik van Mecklenburg-Schwerin (1876-1934)                    | Wilhelmina (1880-1962) x 1901 Hendrik van Mecklenburg-Schwerin (1876-1934)                    | Wilhelmina (1880-1962) x 1901 Hendrik van Mecklenburg-Schwerin (1876-1934)              | Wilhelmina (1880-1962) x 1901 Hendrik van Mecklenburg-Schwerin (1876-1934)              | Wilhelmina (1880-1962) x 1901 Hendrik van Mecklenburg-Schwerin (1876-1934)                    | Wilhelmina (1880-1962) x 1901 Hendrik van Mecklenburg-Schwerin (1876-1934)                    |
| Kleinkinderen                                                                        | Juliana (1909-2004) x 1937 Bernhard van Lippe-Biesterfeld (1911-2004)                              | Juliana (1909-2004) x 1937 Bernhard van Lippe-Biesterfeld (1911-2004)                              | Juliana (1909-2004) x 1937 Bernhard van Lippe-Biesterfeld (1911-2004)                              | Juliana (1909-2004) x 1937 Bernhard van Lippe-Biesterfeld (1911-2004)                              | Juliana (1909-2004) x 1937 Bernhard van Lippe-Biesterfeld (1911-2004)                                   | Juliana (1909-2004) x 1937 Bernhard van Lippe-Biesterfeld (1911-2004)                                   | Juliana (1909-2004) x 1937 Bernhard van Lippe-Biesterfeld (1911-2004)                                   | Juliana (1909-2004) x 1937 Bernhard van Lippe-Biesterfeld (1911-2004)                                   | Juliana (1909-2004) x 1937 Bernhard van Lippe-Biesterfeld (1911-2004)                          | Juliana (1909-2004) x 1937 Bernhard van Lippe-Biesterfeld (1911-2004)                          | Juliana (1909-2004) x 1937 Bernhard van Lippe-Biesterfeld (1911-2004)                         | Juliana (1909-2004) x 1937 Bernhard van Lippe-Biesterfeld (1911-2004)                         | Juliana (1909-2004) x 1937 Bernhard van Lippe-Biesterfeld (1911-2004)                   | Juliana (1909-2004) x 1937 Bernhard van Lippe-Biesterfeld (1911-2004)                   | Juliana (1909-2004) x 1937 Bernhard van Lippe-Biesterfeld (1911-2004)                         | Juliana (1909-2004) x 1937 Bernhard van Lippe-Biesterfeld (1911-2004)                         |
| Achterkleinkinderen                                                                  | Beatrix (1938) x 1966 Claus van Amsberg (1926-2002)                                                | Beatrix (1938) x 1966 Claus van Amsberg (1926-2002)                                                | Beatrix (1938) x 1966 Claus van Amsberg (1926-2002)                                                | Beatrix (1938) x 1966 Claus van Amsberg (1926-2002)                                                | Irene (1939) x 1964-1981 Carel Hugo van Bourbon-Parma (1930-2010)                                       | Irene (1939) x 1964-1981 Carel Hugo van Bourbon-Parma (1930-2010)                                       | Irene (1939) x 1964-1981 Carel Hugo van Bourbon-Parma (1930-2010)                                       | Irene (1939) x 1964-1981 Carel Hugo van Bourbon-Parma (1930-2010)                                       | Margriet (1943) x 1967 Pieter van Vollenhoven (1939)                                           | Margriet (1943) x 1967 Pieter van Vollenhoven (1939)                                           | Margriet (1943) x 1967 Pieter van Vollenhoven (1939)                                          | Margriet (1943) x 1967 Pieter van Vollenhoven (1939)                                          | Christina (1947-2019) x 1975-1996 Jorge Guillermo (1946)                                | Christina (1947-2019) x 1975-1996 Jorge Guillermo (1946)                                | Christina (1947-2019) x 1975-1996 Jorge Guillermo (1946)                                      | Christina (1947-2019) x 1975-1996 Jorge Guillermo (1946)                                      |
| Bet- achterkleinkinderen                                                             | Willem-Alexander (1967) x 2002 Maxima (1971)                                                       | Friso (1968-2013) x 2004 Mabel (1968)                                                              | Friso (1968-2013) x 2004 Mabel (1968)                                                              | Constantijn (1969) x 2001 Laurentien (1966)                                                        | Carlos (1970) x 2010 Annemarie (1977)                                                                   | Margarita (1972) x 2001-2006 Edwin (1966) x 2008 Tjalling (1975)                                        | Jaime (1972) x 2013 Viktória (1982)                                                                     | Carolina (1974) x 2012 Albert (1974)                                                                    | Maurits (1968) x 1998 Marilène (1970)                                                          | Bernhard jr (1969) x 2000 Annette (1972)                                                       | Pieter Christiaan (1972) x 2005 Anita (1969)                                                  | Floris (1975) x 2005 Aimée (1977)                                                             | Bernardo (1977) x 2009 Eva (1978)                                                       | Bernardo (1977) x 2009 Eva (1978)                                                       | Nicolás (1979)                                                                                | Juliana (1981)                                                                                |
| Betbet- achterkleinkinderen                                                          | Amalia (2003) Alexia (2005) Ariane (2007)                                                          | Luana (2005) Zaria (2006)                                                                          | Luana (2005) Zaria (2006)                                                                          | Eloise (2002) Claus-Casimir (2004) Leonore (2006)                                                  | Carlos (1997) Luisa (2012) Cecilia (2013)                                                               | Julia (2008) Paola (2011)                                                                               | Zita (2014)                                                                                             | Alaïa-Maria (2014)                                                                                      | Anna (2001) Lucas (2002) Felicia (2005)                                                        | Isabella (2002) Samuel (2004) Benjamin (2008)                                                  | Emma (2006) Pieter (2008)                                                                     | Magali (2007) Eliane (2009) Willem Jan (2013)                                                 | Isabel (2009) Julian (2011)                                                             | Isabel (2009) Julian (2011)                                                             | -                                                                                             | -                                                                                             |